# کراسنودوم
کراسنودوم (به روسی: Краснодон) در استان لوهانسک در کشور اوکراین است. جمعیت این شهر ۴۲,۵۸۲ نفر (۲۰۲۱ تخمینی) است.

## نگارخانه

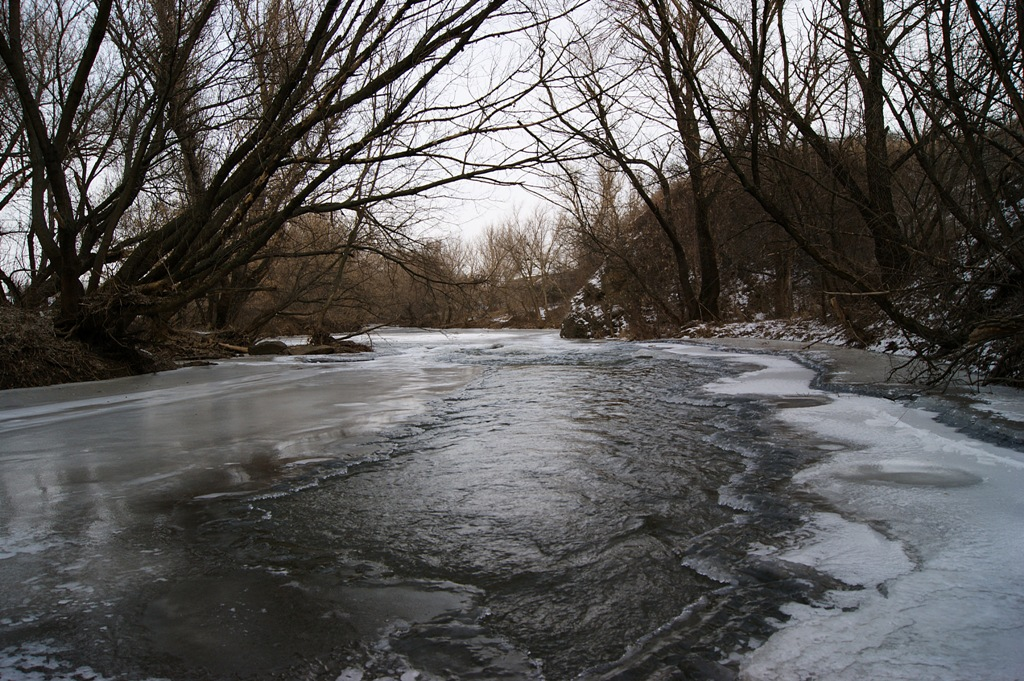
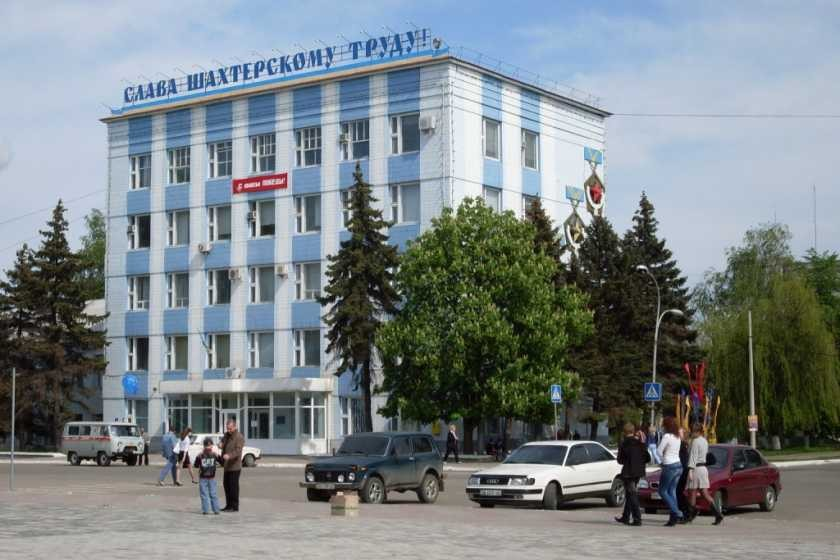
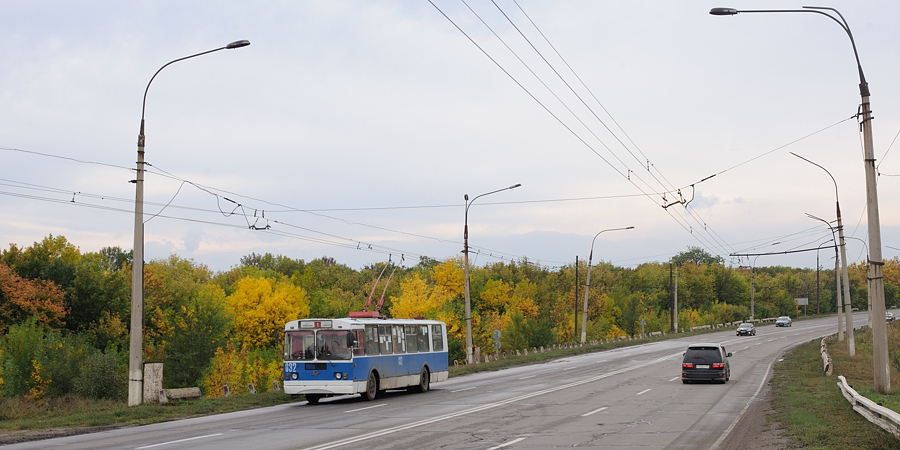